# Marcin Tyszkiewicz
Marcin Tyszkiewicz herbu Leliwa (ur. ok. 1547- zm. po 1631) – wójt miński od 1582, marszałek hospodarski w 1589 roku.